# 埃代莱尼区
埃代莱尼区（匈牙利語：Edelényi járás），是匈牙利包尔绍德-奥包乌伊-曾普伦州的一个区，总面积717.86平方公里，总人口33,314人（2011年），人口密度46人/平方公里。中心城市位于埃代萊尼。

## 市镇
埃代莱尼区包含两个城镇和43个村庄。